# 2Б9 «Васильок»
2Б9 «Васильок» (рос. Василек) — радянський автоматичний міномет калібру 82 мм. Розробка розпочата в 1967 році на базі автоматичного міномета Ф-82, прийнятий на озброєння у 1970 році.
Заряджання у міномета 2Б9 «Васильок» касетне, в касету поміщають чотири міни. Міномет має два режими стрільби — одиночний і автоматичний. Також міномет може вести стрільбу прямим наведенням кумулятивними мінами і виконувати роль «легкої протитанкової гармати», для цього використовується приціл ПАМ-1. Ствол міномета — гладкий.

## Історія
Розробку 2Б9 розпочато на основі ідей і під керівництвом головного конструктора В. К. Філіппова у 1946 році — спочатку як казематну зброю для укріплених районів. В 1955 система надійшла на озброєння Радянської Армії ЗС СРСР під позначенням КАМ («Казематний Автоматичний Міномет»). 1954 року розпочалися роботи зі створення автоматичного міномета на базі КАМ на польовому лафеті. У 1959 році такий міномет (Ф-82) успішно завершив польові випробування і був рекомендований до прийняття на озброєння, але на озброєння прийнятий не був і роботи з нього були припинені. Розробка польового автоматичного міномета для Радянської Армії відновилася лише 1967 року. У 1970 році доопрацьований Ф-82 під позначенням 2Б9 «Васильок» (укр. Волошка) був прийнятий на озброєння і вже наступного, 1971 року, запущений у масове виробництво. Після кількох років серійного виробництва міномет модернізували шляхом заміни водяного охолодження ствола на повітряне охолодження. Модифікований міномет 2Б9М продовжує серійно виготовлятися у Росії.

### Виробництво в Україні
У 2019 році українське підприємство КБ «Артилерійське озброєння» опанувало виробництво стволів для мінометів 2Б9 «Васильок». Ствол має позначення КБА.152, і був представлений на стенді підприємства під час XVI міжнародної спеціалізованої виставки «Зброя та безпека» 2019 року. Довжина ствола — 1600 мм, маса 38,5 кг.

## Бойове застосування

### Війна в Афганістані
Широко використовувався в ході бойових дій радянськими військами під час інтервенції в Афганістан в 1979-1989 роках.
Мінометами 2Б9М укомплектовувалися другі мінометні взводи (три відділення по міномету в кожному — всього три міномети на взвод) мінометних рот (перші мінометні взводи мінометних рот мали по 6 мінометів сімейства БМ або 2Б14 «Піднос»), частини мотострілецьких та всі повітрянодесантні батальйони обмеженого контингенту радянських військ в Афганістані. Під час бойових дій в Афганістані радянські підрозділи визнавали 2Б9 універсальною та корисною зброєю.

### Громадянська війна в Сирії
Під час громадянської війни в Сирії 2Б9М «Васильок» використовувався збройними силами Сирії, курдськими підрозділами народної оборони та ісламістською групою «Ансар аш-Шам». Останні застосували автоматичний міномет 2Б9М поблизу гори Чалма, район Кассаб.

### Російсько-українська війна
Перебував на озброєнні обох сторін російсько-української війни з 2014 року.
Зокрема, в серпні 2022 року мінометники 22 окремого мотопіхотного батальйону ЗСУ показали знищення російського МТ-ЛБ із 2Б9.

## Модифікації
- 2Б9 — варіант з водяним охолодженням ствола (кожух з водою), базова версія.
- 2Б9М — варіант з повітряним охолодженням ствола — стінка ствола в середній частині потовщена і має ребра.
- DE-82 — покращена угорська версія, розроблена в 1987 році[10].
- Тип 99 (експортне позначення для модифікації калібру 81,2 мм - W99[11]) — прийнятий на озброєння НВАК в 1999 варіант 2Б9М виробництва КНР
- 2К21— мобільний мінометний комплекс, розміщений на транспортній машині типу 2Ф54 (модифікований ГАЗ-66)[10][12]. Транспортна машина оснащена лебідкою за допомогою якої може швидко перемістити міномет до кузова. Кузов модифікований для ведення вогню і оснащений спеціальним станком.

## Тактико-технічні характеристики
Джерела даних: Широкорад А. Б., Мілітарний.
- Вага: 622 кг; 2Б9М – 632 кг
- Час переведення з бойового положення в похідне і назад: 1,5 хв
- Темп стрільби: 170 постр./хв
- Практична швидкострільність: 100—120 постр./хв
- Вага міни: 3,1 кг
- Тип міни: 82-мм осколкова О-832 (підривач М-1, М-4, МП-82), О-832Д (підривач М-1, М-4, МП-82), О-832ДУ, кумулятивна, димова Д-832  (підривач М-1, М-4, МП-82), освітлювальна, агітаційна/споряджена листівками А-832 (підривач ОМ-82)
- Максимальна вага міни, що застосовується: 4,6 кг (міна А-832)
- Радіус суцільного ураження: 6 м (міна О-832ДУ)
- Радіус дійсного ураження: 18 м (міна О-832ДУ)
- Кількість осколків масою більше 1 г при розриві осколкових мін: від 400 до 600 осколків
- Мінімальна дальність навісної стрільби: 800 м
- Максимальна дальність стрільби: 4270 м
- Вогонь ведеться з кутами підвищення від −1 ° до + 78 ° або від + 7 ° до + 85 °

До складу міномету, системи 2К21, входить модифікований ГАЗ-66 (2Ф54) з наступними ТТХ:
- Вага транспортної машини 2Ф54: 3930 кг
- Вага всієї системи в похідному положенні (з боєкомплектом та розрахунком): 6060 кг
- Кількість боєкомплекту, що транспортується: 226 мін
- Швидкість перевезення системи:
  - шосе: до 60 км/год
  - бездоріжжя: до 20 км/год
- Розрахунок: 4 особи

## Оператори

### Поточні
- Вірменія[15]
- Азербайджан[16]
- Білорусь[16][17]
- Угорщина[10]
- Казахстан[16]
- Киргизстан[16]
- Молдова[16]
- Росія[10][16]
- Сирія — використовується обома сторонами громадянської війни в Сирії[7]
- Туркменістан[16]
- Україна[16]
- Узбекистан[16]

### Колишні
- Північний Союз — за повідомленням[18]

## Див також
- 2Б14 «Піднос» — радянський міномет калібру 82 мм, призначений для використовування тих же мін, що й 2Б9 «Васильок».
- КБА-48М — український переносний міномет, створений на основі міномету 2Б14 «Піднос».
- УПІК-82 — 82-мм переносний міномет розробки компанії «Українська бронетехніка».